# Bomarea chiriquina
Bomarea chiriquina är en alströmeriaväxtart som beskrevs av Ellsworth Paine Killip. Bomarea chiriquina ingår i släktet Bomarea och familjen alströmeriaväxter. Inga underarter finns listade i Catalogue of Life.